# 冲脉

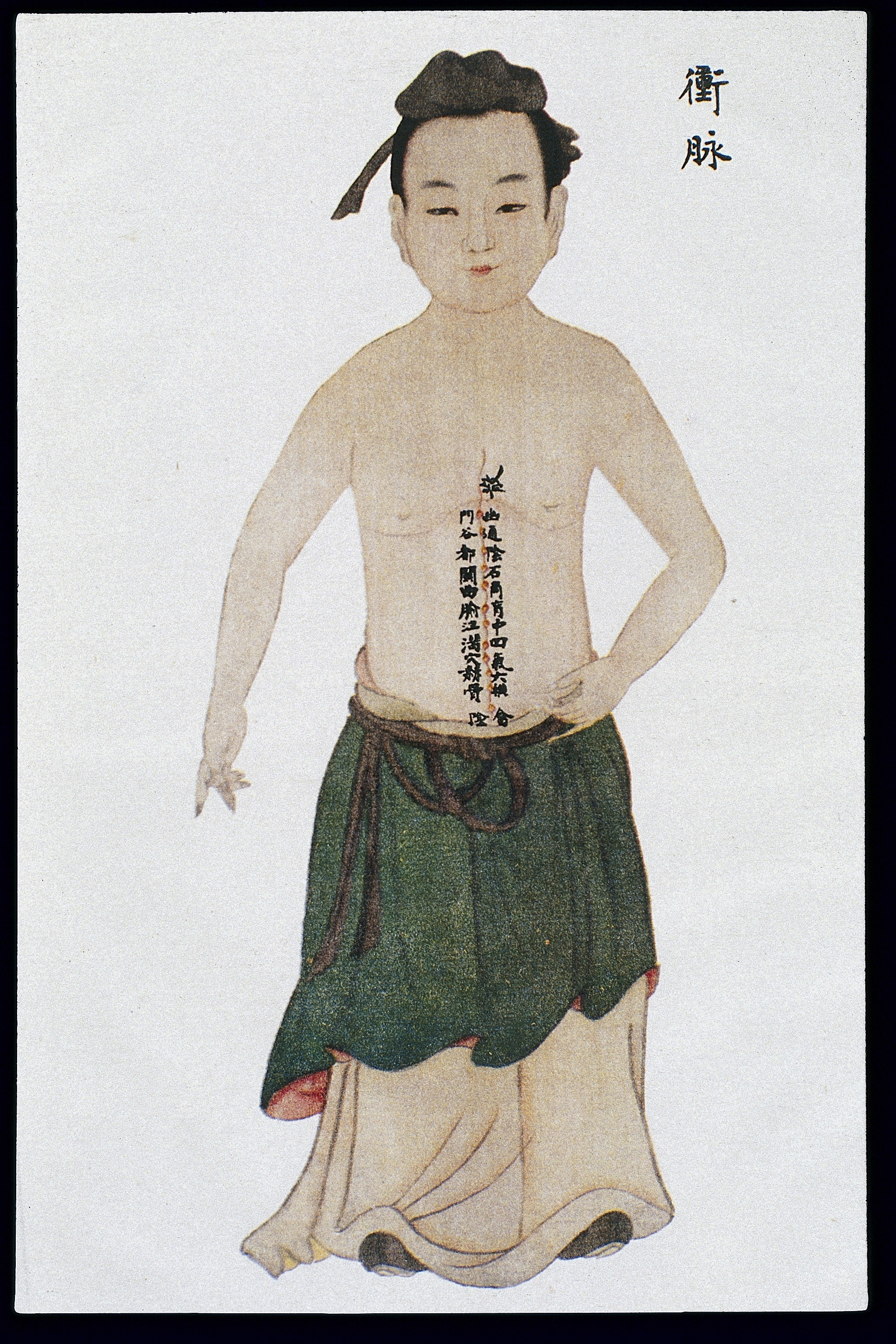
清康熙彩绘《人体经脉图》中的冲脉图

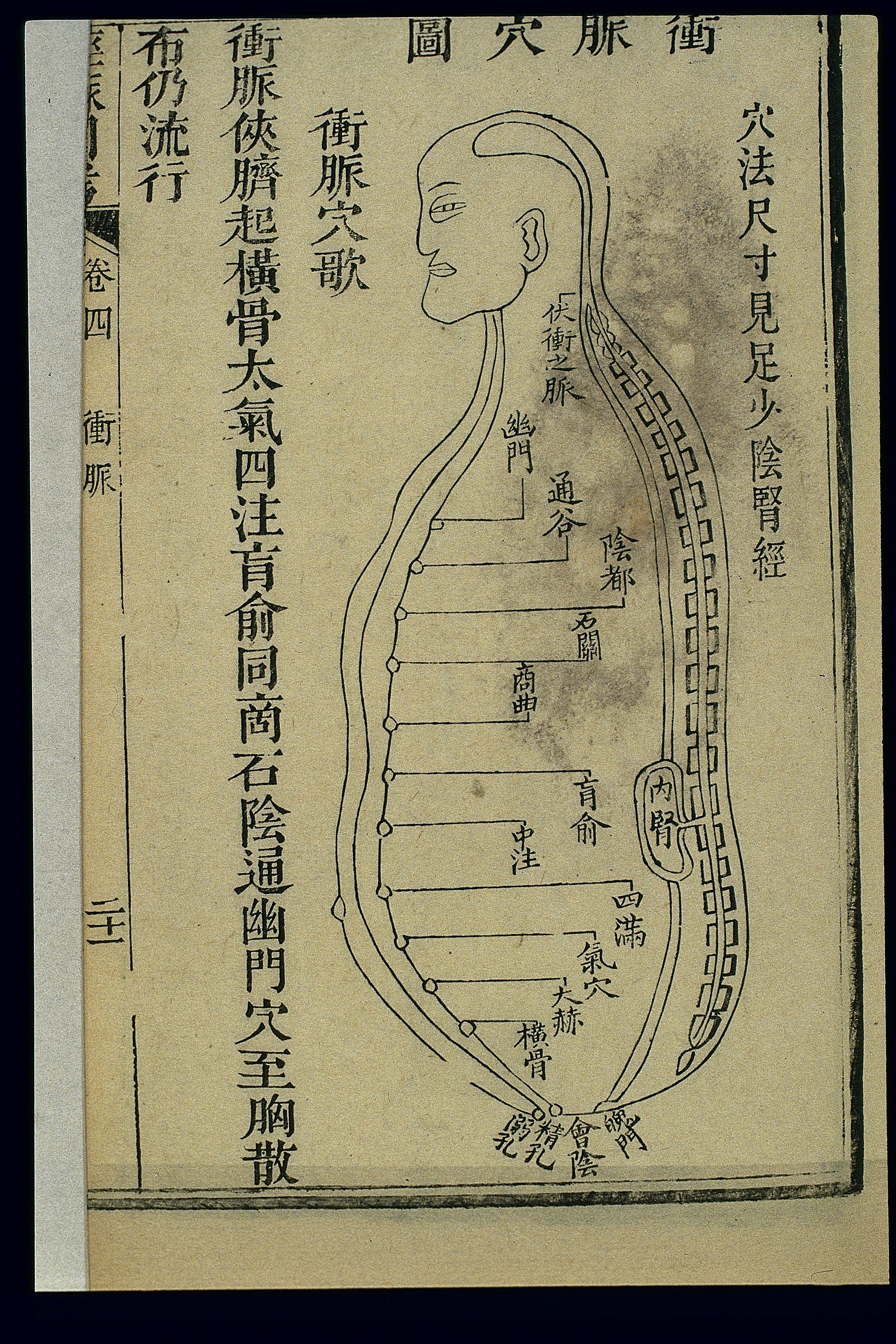
光绪四年（1878）刊《经脉图考》中的冲脉图

衝脈（又名沖脈），奇經八脈之一，「衝」者“道路”也，有四通八達之意，為十二經之所注；《靈樞·逆順肥瘦》：“夫衝脈者，五臟六腑之海也，五臟六腑皆稟焉。”起源於小腹內起始，下出於會陰部，接足少陰腎經內股鼠蹊，出於足陽明經的氣沖穴，再沿腹部兩側，上達咽喉，環繞口唇。至幽門共11穴——大赫穴、氣穴穴、四滿穴、陰交穴、中注穴、盲俞穴、商曲穴、石關穴、陰都穴、通谷穴、幽門穴，通行於先後天，乃十二經脈之匯聚，即所謂“十二陰陽經之海”。因起於胞宮，又有“血海”之稱。明代《醫經小學》奇經八脈歌吟：“沖脈出胞循脊中，從腹會咽絡口唇，女人成經為血室，脈並少陰之腎經，並任督本於會陰，三脈並起而異行。”
|  | 氣衝穴→横骨穴→大赫穴→氣穴穴→四滿穴→中注穴→肓兪穴→商曲穴→石關穴→陰都穴→腹通谷穴→幽門穴 |

《沖脈循行歌》吟：“沖脈起於腹氣街，後在宗氣氣沖來。並於先天之真氣，相併夾臍上胸街，大氣至胸中而散，會合督任充身懷，分布臟腑諸經絡，名之曰海不為乖”。《沖脈穴歌》記述沖脈空位：“沖脈夾臍起橫骨，大氣四注肓俞同，商石陰通幽門穴，至胸散布任流行”。
明代張介賓所著的《類經》中說：「衝脈挾臍上行至於胸中，故其氣不順則隔塞逆氣，血不和則胸腹裏急也。」說明冲脉患病的病候，會造成逆氣腹胀急痛。